# 박성만
박성만(朴晟滿, 1964년 12월 25일~)은 대한민국의 제6·7·9·10·12대 경상북도의원이다.

## 학력
- 계명대학교 사회학과 졸업

## 경력
- 제14대 대통령선거 박찬종후보 특별보좌역
- 1998년 7월 1일~2002년 6월 30일: 제6대 경상북도의회 의원
- 2002년 7월 1일~2004년 2월: 제7대 경상북도의회 의원
- 2010년 7월 1일~2014년 6월 30일: 제9대 경상북도의회 의원
  - 2012년 7월~2014년 6월: 제9대 경상북도의회 후반기 의장
- 2014년 7월 1일~2018년 6월 30일: 제10대 경상북도의회 의원
- 2022년 7월 1일~: 제12대 경상북도의회 의원
  - 제12대 경상북도의회 전반기 기획경제위원회 위원
  - 제12대 경상북도의회 전반기 제2기 예산결산특별위원회 위원
  - 2024년 7월~: 제12대 경상북도의회 후반기 의장
- 2024년 9월~: 제19대 전반기 대한민국시도의회의장협의회 고문

## 역대 선거 결과
|  | 4.76% |

|  | 43.15% |

|  | 67.85% |

|  | 8.46% |

|  | 29.45% |

|  | 55.56% |

|  | 54.27% |

|  | 33.60% |

|  | 0% |